# فلورنس پرایس
فلورنس پرایس (انگلیسی: Florence Price; ۹ آوریل ۱۸۸۷ – ۳ ژوئن ۱۹۵۳) آهنگساز موسیقی کلاسیک، مربی موسیقی، و نوازنده پیانو اهل ایالات متحده آمریکا بود. وی بین سال‌های ۱۸۹۹ تا ۱۹۵۲ میلادی فعالیت می‌کرد.